# 縱橫輸入法
縱橫輸入法，是一套以0至9十個數字進行編碼的小鍵盤輸入法，它以詞組作為主要輸入方式。
最新版的縱橫輸入法軟件收錄二十六萬多條詞組，包括香港政府教育局中學英漢詞彙的廿六科專業詞組、常見人名、香港街道名、香港大廈名、香港著名公司、學校名及香港俗語等。輸入法應用軟件適合安裝在Microsoft Windows作業系統。

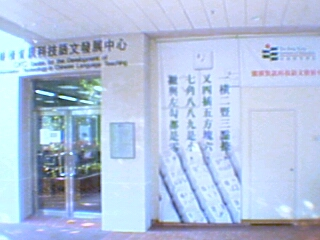
位於香港教育大學的縱橫資訊科技語文發展中心外貌

## 編碼規則

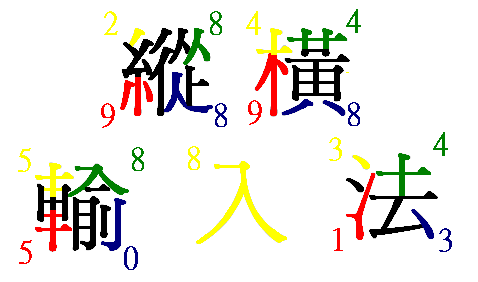
縱橫輸入法取碼示例。

縱橫碼把出現於漢字的四個角的各種筆形，按形狀分成十類，分別用數字鍵盤上的0至9編碼。中文繁體及簡體均採用同一套輸入規則，其規則可用四句口訣說明：
| “ | 一橫二豎三點捺，叉四插五方塊六， 七角八八九是小，撇與左勾都是零。 | ” |

## 取碼原則

### 單字取碼
- 取碼次序：左上角、右上角、左下角、右下角
- 取大不取小
- 有重複筆形不取
- 有邊取邊
- 有角高優先

### 詞組取碼
- 33規則：對二字詞組，取每字的頭3碼，若不足3碼，則有幾碼取幾碼
- 222規則：對三字詞組，取每字的頭2碼，若不足2碼，則有幾碼取幾碼
- 2112規則：對四字詞組，詞首尾字各取頭2碼，中間每字各只取頭1碼
- 21111規則：對多字詞組，第一字取頭2碼，第二至第五字各取頭1碼，餘下若仍有字則不用取碼

## 參看
- 四角号码

## 外部連結
- 縱橫碼 （页面存档备份，存于）
- 網上縱橫輸入法 （页面存档备份，存于）——為用戶提供了方便—即在未有安裝縱橫輸入法軟件的電腦繼續使用縱橫輸入法輸入中文。
- 縱橫系統教學應用研究室——香港大學教育學院中文教育研究中心設立的研究單位，研究該輸入法對學童識字及中文學習的影響。
- 香港教育大學中國語言學系：縱橫資訊科技語文發展中心 （页面存档备份，存于）
- 香港專業教育學院（黃克競）- 縱橫環球通訊中心網站 （页面存档备份，存于）——培訓教室。